# Неттер, Милдретт
Милдретт Неттер (англ. Mildrette Netter; род. 16 июня 1948) — американская легкоатлетка, которая специализировалась в беге на короткие дистанции.

## Биография
Олимпийская чемпионка в эстафете 4×100 метров (1968).
Финалистка Олимпиады-1972 в эстафете 4×100 метров (4-е место).
Эксрекордсменка мира в эстафете 4×100 метров.